# Lèxic familiar
Lèxic familiar [Lessico famigliare] és una novel·la autobiogràfica de Natalia Ginzburg, publicada per Einaudi el 1963, any en què va guanyar el Premi Strega. El llibre s'ha traduït a molts idiomes, inclosos el català, l'hebreu, el japonès, el xinès i el coreà.
L'obra és el retrat dels Levi, una família jueva i antifeixista –la de l'autora– que visqué a Torí entre 1930 i 1950. Natalia Ginzburg, filla del professor Levi, va escriure un relat aparentment senzill, en què mescla anecdotari familiar amb reflexions profundes, en el context de la Itàlia feixista, una història que discorre paral·lela i soterrada, com un rerefons sinistre, a la història familiar. L'obra constitueix una mena d’inventari quotidià del lèxic de casa, que és capaç de suscitar les significacions i els records que hi estan associats.
| «                                           | «Lèxic familiar no és una autobiografia, és un llibre que explica la història de les persones de la meva vida, no la meva vida. Tenia la intenció de no ser un personatge d'aquest llibre, volia ser simplement un testimoni, així que gairebé vaig ignorar el meu personatge, es queda a l'ombra, gairebé no vaig dir res de mi.» | » |
| — Natalia Ginzburg, Entrevista per a la RAI | |   |

## Trama
La novel·la narra, des de dins, la vida quotidiana de la família Levi-Tanzi, dominada per la figura del seu pare, Giuseppe. El llibre és, en part, una crònica irònico-afectuosa de la família des dels anys vint fins a principis dels cinquanta, a través d'hàbits, comportaments i sobretot de comunicació lingüística, d'on deriva el títol. Figures i esdeveniments s'alternen a les pàgines sense ordre jeràrquic, i es presenten vivint els seus gestos i les seves paraules. Aquest llibre també aborda els conflictes i els esdeveniments de la família Levi. Es presta molta atenció a les figures de la mare i dels germans, sobretot durant el feixisme.
Al final, el personatge de l'autora s'hi fa més present; ja casada, s'hi explica l'activitat entorn de l'editorial que va contribuir a crear, juntament amb altres escriptors i intel·lectuals, i s'aborda també la reflexió sobre l'ofici d'escriure.

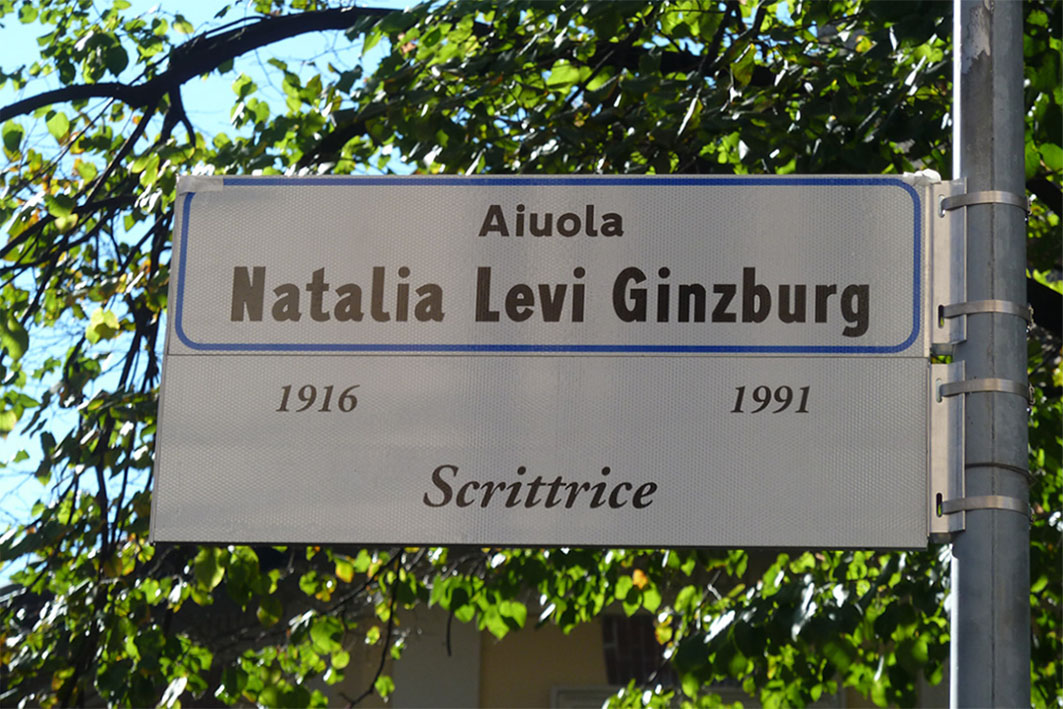
Jardins de Natalia Ginzburg, a Torí

La novel·la també refereix esdeveniments més dramàtics, col·locats cronològicament sobretot en el període feixista i en la postguerra a Itàlia, en particular l'impacte de les lleis racials feixistes, el confinament de l'autora als Abruços, l'assassinat del seu marit, Leone Ginzburg, per l'activitat política antifeixista, fins al suïcidi de Cesare Pavese i l'esfondrada de la il·lusió de la Resistència.

## Personatges
A més dels membres de la família de l'autora, en el llibre es recorden molts personatges pertanyents a les famílies materna (Tanzi) i paterna (Levi), així com figures vinculades per amistats o relacions professionals amb membres de la família de l'autora, entre les quals trobem:
- El seu pare, Beppino, nascut Giuseppe Levi, un científic
- La mare, Lidia Tanzi
- Germans i germanes: Gino, Mario, Alberto, Paola
- Silvio Tanzi, germà de la mare, Lidia, compositor i crític musical
- Drusilla Tanzi, germana de Silvio i Lidia, autora, parella d'Eugenio Montale
- Eugenio Tanzi, psiquiatre, oncle de la mare
- La família de Tullio Terni, col·lega del seu pare, Giuseppe
- La parella formada per Anna Kuliscioff i Filippo Turati; aquest últim va ser allotjat el 1926 a la casa de la família Levi-Tanzi poc abans de la seva fugida a França.
- Adriano Olivetti, marit de la seva germana Paola
- Camillo Olivetti
- Leo Pestelli, amic del seu germà Alberto
- Gian Carlo Pajetta, amic del seu germà Alberto
- Nicola Chiaromonte, amic del seu germà Mario
- Andrea Caffi, amiga del seu germà Mario
- Renzo Giua, amic del seu germà Mario
- Sion Segre Amar, amic del seu germà Mario
- Franco Rasetti, amic del seu germà Gino
- Jeanne Modigliani, es va casar breument amb el seu germà Mario
- Margherita Sarfatti, filla del cosí del seu pare, Giuseppe
- Gino Galeotti, company del seu pare, Giuseppe, i oncle de Franco Rasetti
- Vittorio Foa
- Leone Ginzburg, marit de l'autora
- Felice Balbo i Gigliola Berardelli
- Giulio Einaudi
- Cesare Pavese
- Giacomo Mottura
- Maurice Chevremont, biòleg, alumne de Giuseppe Levi, el va convidar a la Universitat de Lieja el 1938

## Recepció i crítica
El llibre mai va ser un èxit de vendes, però ha tingut centenars de ressenyes, diverses reedicions i ha estat traduït a moltes llengües. És, per a molts, el cim narratiu de la producció literària de Natalia Ginzburg i es considera una de les pedres angulars de la literatura italiana dels anys seixanta.

## Versió catalana
La versió catalana és una traducció d'Elena Rodríguez, per a l'editorial Ático de los libros, amb pròleg de Llucia Ramis, que hi afirmaː «Cada família és el món. No un món, sinó la humanitat sencera. Qui entén la pròpia família és capaç d’entendre-ho tot».